# بل خمري
بل خمري (بالبشتونية والفارسية: پل خمری) مدينة تقع في شمال أفغانستان، وهي عاصمة وأكبر مدينة في ولاية بغلان، يقدر عدد سكانها 258,335 نسمة عام 2023.

## التاريخ
تم نقل عاصمة ولاية بغلان رسميًا إلى مدينة بولي خمري من مدينة بغلان المركزية. حدث هذا الانتقال خلال الثمانينيات تحت تأثير سيد منصور نادري، نجل السيد كيان، الذي كان يتمتع بسلطة عسكرية وسياسية كبيرة في ذلك الوقت. كان الهدف من النقل هو تعزيز وصول الجمهور إلى المكاتب الإدارية، والاستفادة من موقع بولي خمري الاستراتيجي على طول طريق كابول-مزار. اقترحت حكومة الدكتور محمد نجيب الله، بقيادة السلطان علي كشتمند، هذه الخطوة في البداية من خلال الإعلان رقم 492 في 1 مارس 1989. ثم تم إضفاء الطابع الرسمي عليها لاحقًا من قبل نجيب الله من خلال المرسوم رقم 1603 في 9 مارس 1989.
اعتبارًا من عام 2017، كان متمردو طالبان نشطين في جزء داند شهاب الدين من بولي خمري، وفي 5 مايو 2019، اقتحم أعضاء طالبان مقر شرطة المدينة، مما أسفر عن مقتل 13 شرطيًا. في 1 سبتمبر 2019، هاجمت طالبان المدينة، لكن الجيش الأفغاني صدهم. في 16 يناير 2021، قُتل رئيس مديرية الأمن الوطني في المنطقة فضل وكيل زادة في هجوم لطالبان.
في 10 أغسطس 2021، أصبحت بولي خمري ثامن عاصمة إقليمية تسيطر عليها طالبان كجزء من هجومها العسكري على مستوى البلاد.
في 13 أكتوبر 2023، قُتل 7 أشخاص وجُرح 15 آخرون في تفجير انتحاري في مسجد شيعي نفذه تنظيم الدولة الإسلامية - ولاية خراسان.

## الجغرافبا المناخ
تقع بولي خمري على بعد حوالي 100 كيلومتر (60 ميلاً) جنوب قندوز، و200 كيلومتر (120 ميلاً) جنوب شرق مزار شريف، و230 كيلومترًا (140 ميلاً) شمال كابول، وهي مركز للتجارة والعبور في المنطقة.
ويظهر الجدول التالي التغييرات المناخية على مدار السنة لبل خمري:
| البيانات المناخية لـبل خمري       | البيانات المناخية لـبل خمري | البيانات المناخية لـبل خمري | البيانات المناخية لـبل خمري | البيانات المناخية لـبل خمري | البيانات المناخية لـبل خمري | البيانات المناخية لـبل خمري | البيانات المناخية لـبل خمري | البيانات المناخية لـبل خمري | البيانات المناخية لـبل خمري | البيانات المناخية لـبل خمري | البيانات المناخية لـبل خمري | البيانات المناخية لـبل خمري | البيانات المناخية لـبل خمري |
| الشهر                             | يناير                       | فبراير                      | مارس                        | أبريل                       | مايو                        | يونيو                       | يوليو                       | أغسطس                       | سبتمبر                      | أكتوبر                      | نوفمبر                      | ديسمبر                      | المعدل السنوي               |
| --------------------------------- | --------------------------- | --------------------------- | --------------------------- | --------------------------- | --------------------------- | --------------------------- | --------------------------- | --------------------------- | --------------------------- | --------------------------- | --------------------------- | --------------------------- | --------------------------- |
| متوسط درجة الحرارة الكبرى °م (°ف) | 8.3 (46.9)                  | 10.9 (51.6)                 | 16.2 (61.2)                 | 21.8 (71.2)                 | 28.7 (83.7)                 | 35.3 (95.5)                 | 37.1 (98.8)                 | 35.9 (96.6)                 | 31.6 (88.9)                 | 24.8 (76.6)                 | 15.7 (60.3)                 | 9.6 (49.3)                  | 23.0 (73.4)                 |
| المتوسط اليومي °م (°ف)            | 3.0 (37.4)                  | 5.7 (42.3)                  | 10.7 (51.3)                 | 16.0 (60.8)                 | 21.3 (70.3)                 | 26.5 (79.7)                 | 28.5 (83.3)                 | 27.0 (80.6)                 | 22.5 (72.5)                 | 16.5 (61.7)                 | 9.1 (48.4)                  | 4.2 (39.6)                  | 15.9 (60.7)                 |
| متوسط درجة الحرارة الصغرى °م (°ف) | −2.2 (28.0)                 | 0.6 (33.1)                  | 5.3 (41.5)                  | 10.2 (50.4)                 | 14.0 (57.2)                 | 17.8 (64.0)                 | 19.9 (67.8)                 | 18.1 (64.6)                 | 13.4 (56.1)                 | 8.2 (46.8)                  | 2.5 (36.5)                  | −1.1 (30.0)                 | 8.9 (48.0)                  |
| الهطول مم (إنش)                   | 31 (1.2)                    | 43 (1.7)                    | 63 (2.5)                    | 65 (2.6)                    | 27 (1.1)                    | 0 (0)                       | 0 (0)                       | 0 (0)                       | 0 (0)                       | 8 (0.3)                     | 20 (0.8)                    | 25 (1.0)                    | 282 (11.2)                  |
| المصدر: Climate-Data.org          |                             |                             |                             |                             |                             |                             |                             |                             |                             |                             |                             |                             |                             |

## الاقتصاد
يوجد في بولي خمري سدين يوفران الكهرباء اللازمة، وتم بناء أول مصنع للأسمنت في أفغانستان، مصنع غوري الأول للأسمنت، في عام 1954 في بولي خمري بدعم مالي من تشيكوسلوفاكيا. وهو مملوك حاليًا لشركة Afghan Invest Co، ويديره أحمد جاويد جيهون. يتم استخراج الحجر الجيري من التل خلف المصنع.
يوجد منجم فحم خارج المدينة في قرية كار-كار، لكن نظام الإنتاج فيه قديم.
الزراعة مهمة جدًا بسبب الأمطار ودرجة الحرارة، القمح والتوابل والأرز هي المحاصيل الرئيسية.